# Motzen (Berne)
Motzen ist ein Ortsteil der Gemeinde Berne im niedersächsischen Landkreis Wesermarsch. Der Ort liegt direkt an der nördlich fließenden Weser und am Motzener Kanal. Südwestlich verläuft die B 212.

## Persönlichkeiten

### Söhne und Töchter des Ortes
- Hinrich Gerhard Kückens (1853–1944), Politiker